# Stafford Engineering
Die Stafford Engineering Co. Ltd. war ein britischer Automobilhersteller, der 1920–1921 in Battersea (London) ansässig war.
Vom Stafford gab es zwei Mittelklassemodelle. Beide wurden von Vierzylinder-Reihenmotoren angetrieben. Der 12 hp hatte 1795 cm³ Hubraum und OHV-Ventilsteuerung, der 16 hp besaß einen Hubraum von 2614 cm³ und war seitengesteuert.

## Quelle
- David Culshaw, Peter Horrobin: The Complete Catalogue of British Cars 1895–1975. Veloce Publishing plc. Dorchester 1997, ISBN 1-874105-93-6.